# Eucereon lychnis
Eucereon lychnis là một loài bướm đêm thuộc phân họ Arctiinae, họ Erebidae.